# پیک اسکالیستی (قرقیزستان)
پیک اسکالیستی (به لاتین: Pik Skalisty) یک کوه در قرقیزستان است که در استان بادکند واقع شده‌است. پیک اسکالیستی ۵٬۶۲۱ متر بالاتر از سطح دریا واقع شده‌است.